# Gennadij Sjpalikov
Gennadij Sjpalikov (russisk: Генна́дий Фёдорович Шпа́ликов) (født 6. september 1937 i Segezja i Sovjetunionen, død 1. november 1974 i Peredelkino i Sovjetunionen) var en sovjetisk filminstruktør og manuskriptforfatter.

## Filmografi i udvalg
Som instruktør
- Dolgaja stjastlivaja zjizn (da.: Langt lykkeligt liv, 1966)[2][3] (også skrevet manuskript)

Manuskript
- Romance i Moskva (1964)
- Mne dvadtsat let (da.: Jeg er tyve år, 1965)
- Zjil-byl Khozjavin (da.: Engang boede der Khozjavin, 1966)
- Ty i ja (da.: Du og jeg, 1971)